# Xavier Bru de Sala
Xavier Bru de Sala i Castells (Barcelona, 1952) es un escritor y periodista español.

## Biografía
Licenciado en Filología catalana, es miembro del PEN Club Internacional y de AELC. Colabora habitualmente en La Vanguardia, Catalunya Radio y Radio 4. Ha desarrollado una intensa actividad como polemista merced a sus artículos en la prensa. Ha publicado el ensayo El descredit de la realitat (1999) y Fot-li, que som catalans! (2005), junto con Julià de Jòdar y Miquel de Palol. En 2006 repite la experiencia con Fot-li més que encara som catalans. Ha sido autor de numerosas adaptaciones teatrales y su producción literaria ha cosechado numerosos premios. El 21 de enero de 2009 el Parlamento de Cataluña le ratificó como presidente del primer Consell Nacional de la Cultura i de les Arts.

## Obras
- La fi del fil (1973)
- Les elegies del marrec (1973)
- Frágil (1974)
- Els intrusos (1980)
- En to menor (1988)
- Oratori (2004)
- Reflexiones magmaticas (2004)
- Fot-li, que som catalans! (2005), con Miquel de Palol y Julià de Jòdar
- Fot-li mes que encara som catalans (2006), con Miquel de Palol y Julià de Jòdar
- Cartes d´uns coneguts a una desconeguda (2007)

## Premios literarios
- Premio Carles Riba, por La fi del fil (1972)
- Premio Ciutat de Barcelona de poesía (1974)
- Galardonado en los Juegos Florales de la Lengua Catalana en México (1974)
- Premio Ciudad de Granollers de teatro (1980) por Els intrusos
- Galardonado en los Juegos Florales de la Lengua catalana de Barcelona (1981)
- Premio Josep M. de Sagarra de traducción teatral (1984) por Cyrano de Bergerac de Edmond Rostand
- Premio Ausias March de poesía de Gandia (2004) por Oratori